# Lymnas cercopes
Lymnas cercopes är en fjärilsart som beskrevs av William Chapman Hewitson 1874. Lymnas cercopes ingår i släktet Lymnas och familjen Riodinidae. Inga underarter finns listade i Catalogue of Life.